# Shinkichi Kikuchi
Shinkichi Kikuchi (jap. 菊池新吉 Kikuchi Shinkichi; ur. 12 kwietnia 1967 w Tōno) – japoński piłkarz, reprezentant kraju grający na pozycji bramkarza.

## Kariera klubowa
Shinkichi Kikuchi zawodową karierę piłkarską rozpoczął w 1986 roku w klubie Yomiuri. Z Yomiuri, który w 1992 zmienił nazwę na Tokyo Verdy pięciokrotnie zdobył mistrzostwo Japonii w 1987, 1991, 1992, 1993 i 1994, trzykrotnie Puchar Cesarza w 1986, 1987, 1996 oraz dwukrotnie Puchar Klubowych Mistrzów Azji w 1988 roku. W Verdy grał do zakończenia kariery w 2001 roku, z krótką przerwą na wypożyczenie do Kawasaki Frontale w 2000 roku.

## Kariera reprezentacyjna
Kikuchi występował w reprezentacji Japonii w latach 1994–1995. W 1995 roku uczestniczył w drugiej edycji Pucharu Konfederacji. Na turnieju w Arabii Saudyjskiej był rezerwowym i nie wystąpił w żadnym meczu. W sumie w reprezentacji wystąpił w 7 spotkaniach.

## Statystyki
| Reprezentacja Japonii | Reprezentacja Japonii | Reprezentacja Japonii |
| Rok                   | Mecze                 | Gole                  |
| --------------------- | --------------------- | --------------------- |
| 1994                  | 5                     | 0                     |
| 1995                  | 2                     | 0                     |
| Razem                 | 7                     | 0                     |